# Lysionotus wilsonii
Lysionotus wilsonii är en tvåhjärtbladig växtart som beskrevs av Alfred Rehder. Lysionotus wilsonii ingår i släktet Lysionotus och familjen Gesneriaceae. Inga underarter finns listade i Catalogue of Life.